# Crossover (альбом D.R.I.)
Crossover — третий студийный альбом американской кроссовер-трэш группы D.R.I., выпущенный в марте 1987 года. Жанр «кроссовер» был введён посредством этого альбома.

## Об альбоме
13 апреля 2010 года на Beer City Records альбом был переиздан на CD, виниле и так же доступен в виде цифровой копии. Релиз представлял собой ремастеринг с 11 бонус-треками, 6 из которых являлись записью выступления в Ритц, Лос-Анджелес, 2 записи — демозаписями, и 3 — интервью.

## Список композиций
На виниловых изданиях трек «Outro» не обозначен как отдельная композиция, он присутствует только на цифровых релизах.
1. «The Five Year Plan» — 4:03
2. «Tear it Down» — 3:38
3. «A Coffin» — 0:58
4. «Probation» — 4:05
5. «I.D.K.Y.» — 1:28
6. «Decisions» — 5:02
7. «Hooked» — 2:44
8. «Go Die!» — 3:42
9. «Redline» — 3:06
10. «No Religion» — 2:59
11. «Fun and Games» — 2:13
12. «Oblivion» — 4:54
13. «Outro» — 0:23

### Бонус-треки в ремастированном издании 2010 года
1. «The Five Year Plan» (Live At the Ritz) — 4:01
2. «Redline» (Live At the Ritz) — 3:03
3. «Fun and Games» (Live At the Ritz) — 2:08
4. «Tear it Down» (Live At the Ritz) — 3:48
5. «Probation» (Live At the Ritz) — 3:53
6. «Go Die» (Live At the Ritz) — 3:53
7. «The Five Year Plan» (Demo) — 3:57
8. «Fun and Games» (Demo) — 2:14
9. Kurt (Interview) — 3:21
10. Spike (Interview) — 4:23
11. Josh and Felix (Interview) — 2:50

## Участники записи
- Спайк Кэссиди — гитара
- Курт Брехт — вокал
- Феликс Гриффин — ударные
- Джош Пэппи — бас